# Émile Deville
Émile Deville (* 25. Januar 1824 in Paris; † 8. Januar 1853 in Rio de Janeiro) war ein französischer Mediziner und Tierpräparator.

## Leben und Wirken
Deville war Teilnehmer der großen Südamerika-Expedition 1843–1847 unter Führung von François Louis Nompar de Caumont de La Force, die im Auftrag von Louis-Philippe I. unterwegs war. Neben dem Mediziner und Botaniker Hugh Algernon Weddell (1819–1877) und dem Geologen Alexandre Victor Eugène Hulot d'Osery (1819–1846) wurde Deville, Angestellter des Muséum national d’histoire naturelle, als Präparator ausgewählt. Die Expedition begann am 30. April 1843 in Brest, dauerte bis 1847 und führte über Brasilien nach Peru. Am 9. Oktober 1845 brach sie in Sarayacu auf und fuhr zunächst unter großen Schwierigkeiten den Bobonaza-Fluss hinunter. Später erreichte sie an den Río Ucayali.
Deville brachte von der Reise mehrere Papageien mit. Obwohl ein Großteil der Aufzeichnungen verlorengegangen waren, war es Deville, der 1851 die mitgebrachten Vögel als Weddellsittiche erstmals wissenschaftlich beschrieb. Daneben beschrieb er gemeinsam mit de Castelnau verschiedene Krabbenarten und 1848 den Weißschwanz-Springaffen.
Zusammen Léon Lefebvre-Duruflé und einem Herrn Duret brach er 1852 zu einer zweiten Reise nach Brasilien und Paraguay auf. Im Oktober 1852 erreichten sie Rio de Janeiro. Bei der Ankunft in Brasilien wurde Déville von Kaiser Peter II. und vielen wichtigen Würdenträgern empfangen. Doch schon bald erkranken alle drei an Gelbfieber. Am 19. Dezember 1852 verstarb zunächst P. Duret. Trotz der Hilfe der besten Ärzte von Rio de Janeiro erlag auch Deville am 8. Januar 1853 den Folgen der Gelbfiebererkrankung. Der ebenfalls erkrankte Léon Lefebvre-Duruflé überlebte und kehrte als einziger der drei 1853 nach Frankreich zurück.
Am 9. Januar wurde Déville auf dem Friedhof des heiligen Johann-Baptist zu Grabe getragen. Viele bedeutende Persönlichkeiten aus Frankreich und Brasilien begleiteten den Leichenzug.

## Dedikationsnamen
Im Jahr 1859 beschrieben Charles de Souancé (1823–1896) und François Victor Masséna (1799–1863), zweiter Herzog von Rivoli und dritter Fürst von Essling, den Devillesittich (Pyrrhura devillei). Die Namensgebung war eine Ehrerbietung an Deville. Auch der Weißbauch-Ameisenfänger (Drymophila devillei) (Ménégaux & Hellmayr, 1906) beinhaltet seinen Namen im Artepitheton. Außerdem widmete ihm Frédéric de Lafresnaye im Jahr 1850 eine Unterart des Perlhals-Baumsteigers (Dendrexetastes rufigula devillei) und Jules Bourcier zusammen mit Étienne Mulsant im Jahr 1848 eine Unterart der Beryllamazilie (Amazilia beryllina devillei).
Auch in der Ichthyologie fand sein Name in einer Art der Gattung Brycon Einzug. So benannte Francis de La Porte de Castelnau 1855 eine neue Fischart Chalceus devillei, die heute als Brycon devillei klassifiziert ist. Dazu beschrieb 1853 Henri Milne Edwards (1800–1885) eine neue Krabbenart unter dem Namen Sylviocarcinus devillei.
In der Paläontologie nannte 1855 François-Louis-Paul Gervais ein Fossil eines ausgestorbenen Unpaarhufers Equus de Deville (Equus devillei), heute unter dem Namen Hippidion devillei bekannt.

Brycon hilarii (Valenciennes, 1850), Brycon devillei (Castelnau, 1855), Triportheus auritus (Valenciennes 1850) gemalt von Émile Oustalet (1844–1905)
Equus macrognathus Weddell, 1851 und Hippidion devillei Gervais, 1855 gemalt von Charles Delahaye (1806–1882)

In französischer und englischer Literatur findet man die Trivialnamen Toui de Deville und Deville's Parakeet für den Kobaltflügelsittich (Brotogeris cyanoptera). Dies hatte seinen Ursprung darin, dass Deville 1851 in Revue et magasin de zoologie pure et appliquée die neue Art Conurus jugularis beschrieben hatte. Erst sehr viel später entdeckten August von Pelzeln und George Robert Gray, dass jagularis bereits durch den Tovisittich (Brotogeris jugularis) (Statius Müller, 1776) belegt war. Während Gray den Namen Sittace devillei wählte, entschied sich von Pelzen für Sittace cyanoptera. Da 1859 bereits der Devillesittich beschrieben war, setzte sich von Pelzens Name laut Internationale Regeln für die Zoologische Nomenklatur durch, doch blieb der Trivialname.
Edmond de Selys-Longchamps nannte 1880 eine zu den Prachtlibellen gehörende Art Lais devillei für den ehemaligen belgischen Konsul von Quito und heutigen Konsul von Sansibar Émile Clement Napoléon de Ville (1836–1881), der am 4. Januar 1881 in Sansibar verstarb. Heute ist sie unter dem Namen Mnesarete devillei bekannt. Da die Veröffentlichung weit nach dem Tod von Deville erfolgte, kann es sich nicht um den gleichen Deville handeln. Ebenso dürfte eine Reptilienart der Familie Craugastoridae, die George Albert Boulenger 1880 unter dem Namen Anolis de Villei beschrieb, und die heute unter dem Namen Pristimantis devillei geführt wird, dem ecuadorianischen Konsul gewidmet sein, da das Typusexemplar ebenfalls aus Ecuador stammte.

## Erstbeschreibungen von Émile Deville
Deville war für einige Vogel- und Säugetierarten und Unterarten der Erstautor. Dabei arbeitete er auch mit Koryphäen wie Marc Athanase Parfait Œillet Des Murs (1804–1894), François-Louis-Paul Gervais (1816–1879), Philip Lutley Sclater (1829–1913) und Isidore Geoffroy Saint-Hilaire (1805–1861) zusammen.

### Vogelarten
Zu den Vogelarten, die Deville beschrieb, gehören chronologisch:
- Amazonastrogon (Trogon ramonianus) Deville & Des Murs, 1849
- Blaustirn-Glanzvogel (Galbula cyanescens) Deville, 1849
- Helmstirnvogel (Psarocolius oseryi) (Deville, 1849)
- Streifenfaulvogel (Micromonacha lanceolata) (Deville, 1849)
- Rotschnabel-Grundkuckuck (Neomorphus pucheranii) (Deville, 1851)
- Weddellsittich (Aratinga weddellii) (Deville, 1851)
- Prinz Luzians Rotschwanzsittich (Pyrrhura lucianii) (Deville, 1851)
- Purpurkehlkotinga (Porphyrolaema porphyrolaema) (Deville & Sclater,PL, 1852)

### Säugetierarten
Zu den Säugetierarten, die Deville beschrieb, gehören chronologisch:
- Weißschwanz-Springaffe (Callicebus discolor) (I. Geoffroy Saint-Hilaire & Deville, 1848)
- Weißnasensaki (Chiropotes albinasus) (I. Geoffroy Saint-Hilaire & Deville, 1848)
- Sotalia (Sotalia fluviatilis) (Gervais & Deville, 1853)

### Vogelunterarten
Zu den Vogelunterarten, die Deville beschrieb, gehören chronologisch:
- Gelbschnabel-Glanzvogel (Galbula albirostris chalcocephala) Deville, 1849
- Kronentyrann (Onychorhynchus coronatus castelnaui) Deville, 1849
- Riesenglanzvogel (Jacamerops aureus isidori) Deville, 1849
- Tupfenbartvogel (Capito niger amazonicus) Deville & Des Murs, 1849

## Werke
- zusammen mit Isidore Geoffroy Saint-Hilaire: Note sur huit espèces de Singes américains, faisant partie des collections de MM. Castelneau et Émile Deville. In: Comptes rendus hebdomadaires des séances de l'Académie des sciences. Band 27, 1848, S. 497–499 (online [abgerufen am 20. September 2011]).
- Description de quelques Mammifères et Oiseaux nouveaux de L'Amérique méridionale, par M. E. Deville, préparateur au Muséum d'histoire naturelle. In: Revue et magasin de zoologie pure et appliquée. Band 1, 1849, S. 55–58 (online [abgerufen am 20. September 2011]).
- zusammen mit Marc Athanase Parfait Œillet Des Murs: Notice sur le Barbu orangé du Pérou (Capito Peruvianus); sur le Barbu de la Guyane (C. erythrocephalus ou Cayannensis), et sur une variété intermédiaire ou espèce nouvelle (C. amazonicus?), par MM. E. Deville et O. Des Murs. In: Revue et magasin de zoologie pure et appliquée (= 2). Band 1, 1849, S. 161–176 (online [abgerufen am 20. September 2011]).
- zusammen mit Marc Athanase Parfait Œillet Des Murs: Note sur une nouvelle espèce de Couroucou (Trogon ramoniana) et sur le Trogon meridionalis, par MM. E. Deville et O. Des Murs. In: Revue et magasin de zoologie pure et appliquée (= 2). Band 1, 1849, S. 331–333 (online [abgerufen am 20. September 2011]).
- zusammen mit Louis Hippolyte Huppé: Description de quelques Coquilles nouvelles provenant de l'expédition de M. de Castelnau. In: Revue et magasin de zoologie pure et appliquée (= 2). Band 2, 1850, S. 638–644 (online [abgerufen am 17. Juni 2013]).
- Note sur quatre espèces nouvelles d'oiseaux provenant de l'expédition de M. Castelnau; le Conurus Weddellii, C. jugularis, C. Luciani et Cultrides Pucheranii, par M. E. Deville. In: Revue et magasin de zoologie pure et appliquée (= 2). Band 3, 1851, S. 209–213 (online [abgerufen am 20. September 2011]).
- Observations faites en Amérique sur le mœurs de différentes espèces d'Oiseaux-Mouches, suivies de quelques notes anatomique et de mœurs sur l'Hoazin, le Caurale et le Savacou. In: Revue et magasin de zoologie pure et appliquée (= 2). Band 4, 1852, S. 209–226 (online [abgerufen am 20. September 2011]).
- zusammen mit Philip Lutley Sclater: Description d'une nouvelle espèce de Cotinga provenant de l'expédition de MM de Castelnau et Deville dans l'Amérique du sur. In: Revue et magasin de zoologie pure et appliquée (= 2). Band 4, 1852, S. 226–227 (online [abgerufen am 16. März 2013]).
- in François-Louis-Paul Gervais: Sur les mammiféres marins qui fréquentent les côtes de la France et plus particulìerement sur une nov elle espéce de dauphins propre a la Méditerranés. In: Bulletin Sociéte Centrale d'Agriculture et des Comices Agricoles du Département de l'Hérault. Band 40, 1853, S. 140–155.
- in Francis de La Porte de Castelnau: Animaux nouveaux ou rares recueillis pendant l'expédition dans les parties centrales de l' Amérique du Sud, de Rio de Janeiro à Lima, et de Lima au Para : exécutée par ordre du gouvernement Français pendant les années 1843 à 1847 - Mammifères Par M. Paul Gervais - Description d'un nouveau genre de Rongeurs, sous le nom de Lasiuromys, par M Émile Deville. Band 1. P. Bertrand, Paris 1855, S. 104–106 (eingeschränkte Vorschau in der Google-Buchsuche).